# São Martinho do Campo
São Martinho do Campo ist eine ehemalige Kleinstadt (Vila) im Norden Portugals.
São Martinho do Campo gehört zum Kreis Santo Tirso im Distrikt Porto. Die Kleinstadt hatte eine Fläche von 3,1 km² und 3439 Einwohnern (Stand 30. Juni 2011).
Am 29. September 2013 wurden die Gemeinden São Martinho do Campo, Negrelos (São Mamede) und São Salvador do Campo zur neuen Gemeinde Vila Nova do Campo zusammengeschlossen.

## Geschichte

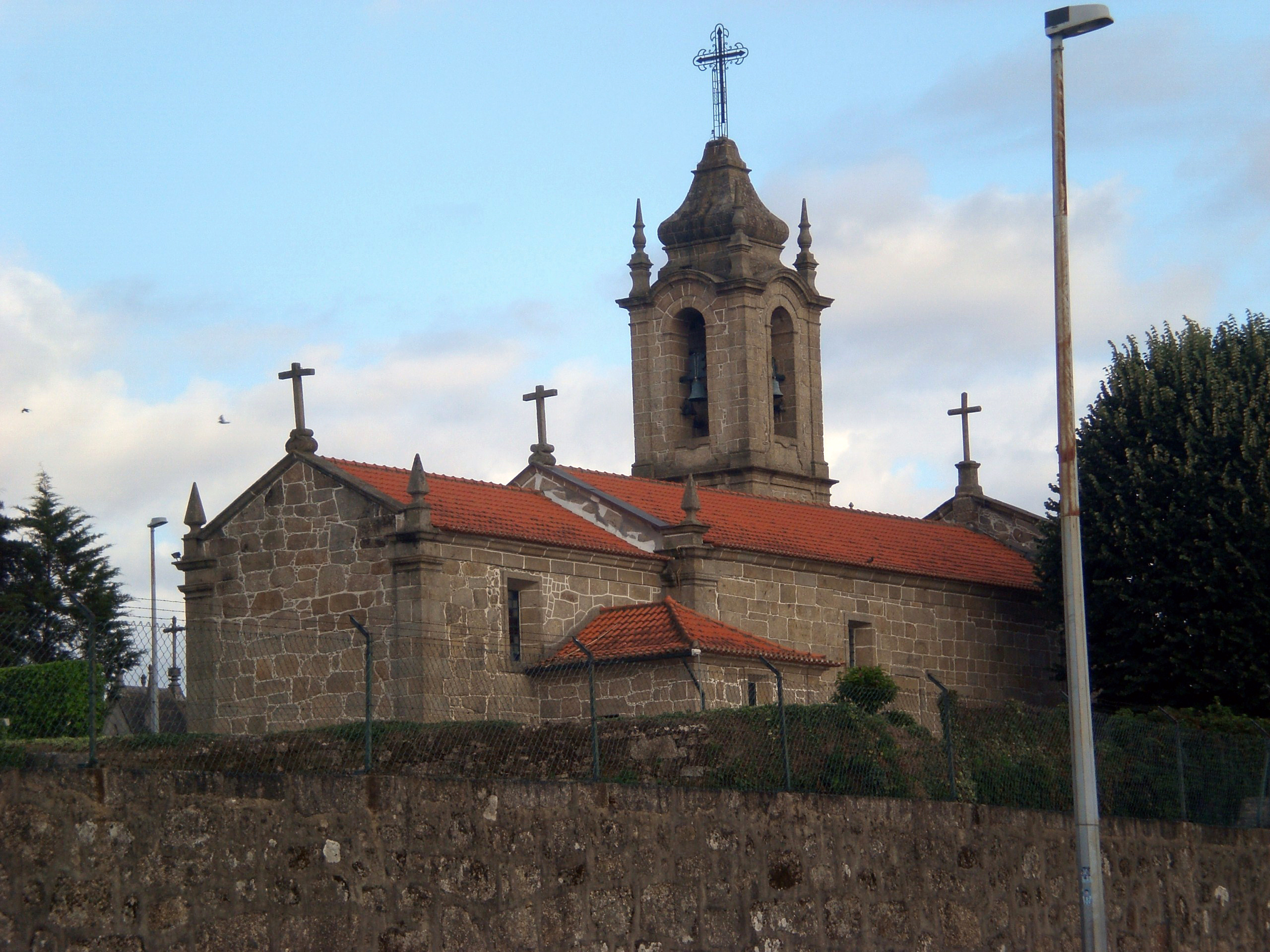
Kirche São Martinho do Campo

Die Gemeinde wurde nach Martin von Tours benannt. Im Jahre 1997 bekam São Martinho do Campo den Status einer Vila.

## Sport
Der ansässige Fußballclub Associação Recreativa de São Martinho stieg zur Saison 2015/16 in der portugiesischen Dritten Liga und qualifizierte sich für den portugiesischen Pokal.